# Timothy E. Gregory
Timothy E. Gregory (ur. 1951) – amerykański historyk, biznatynolog. 

## Życiorys
Jest profesorem historii Bizancjum na Uniwersytecie Stanu Ohio. Pełni też tam funkcję profesora kontraktowego antropologii. Prowadził badania archeologiczne w Grecji i na Cyprze. Jest kierownikiem przedsięwzięcia Ohio State University Excavations at Isthmia.

## Wybrane publikacje
- Vox Populi, (1979)
- Panathenaia: studies in Athenian life and thought in the classical age (1979)
- A social history of Philippi in the first century (1988)
- The soteriology of Clement of Rome within the intellectual matrix (1988)
- Archaeology and oligarchy at Isthmia (1989)
- The early Byzantine empresses and the Orthodox Church (1990)
- The sanctuary at Epidauros and cult-based networking in the Greek world of the fourth century B.C. (1992
- Greek and Indian mercantile communities of the diaspora (1993)
- Hellenic religion and Christianization, c. 370-529 (2001)
- The Lives of Peter the Iberian, Theodosius of Jerusalem (2008).

## Publikacje w języku polskim
- Historia Bizancjum, tł. Justyn Hunia, Kraków: Wydawnictwo Uniwersytetu Jagiellońskiego 2008.